# Apteronomus bordaensis
Apteronomus bordaensis is een rechtvleugelig insect uit de familie Gryllacrididae. De wetenschappelijke naam van deze soort is voor het eerst geldig gepubliceerd in 1892 door Tepper.